# Stadstoren van Trnava
De Stadstoren van Trnava (Slowaaks: Mestská veža), (Hongaars: Várostornya; Duits: Stadtturm) is een stadstoren en klokkentoren in de Slowaakse stad Trnava (Hongaars: Nagyszombat; Duits: Tyrnau) uit 1574, die tot 1945 als wachttoren werd gebruikt.
De stadsklokkentoren werd gebouwd als wachttoren tegen het Ottomaanse gevaar en maakte deel uit van een verdedigingslinie. De stad was na de Turkse verovering van Hongarije in 1541 en daaruit voortvloeiende de val van Esztergom in 1543 het kerkelijk centrum van het koninkrijk Hongarije geworden en daarmee dus extra belangrijk om te verdedigen. Het was tevens in de buurt gelegen van de toenmalige hoofdstad van het land Poszony. Als wachttoren bood het voldoende uitzicht over de omgeving. Trnava ligt aan de rivier Trnávka en tussen de Donauvlakte, Donauhoogland, het Chvojnica Heuvelland en in de nabijheid van de Kleine Karpaten.
Een belangrijke taak van de wachters die woonachtig op de bovenste verdieping waren was het vroeg detecteren van een stadsbrand of bij gevaar het luiden van twee klokken uit 1692. In 1666 en 1683 werd de toren door brand getroffen en heeft daardoor tijdelijk geen dak gehad voordat later de toren van uienkoepel werd bekroond.

## Geschiedenis van de Stadstoren
De toren heeft een vierkante plattegrond in de vorm van een massief prisma met acht verdiepingen en is 57 meter hoog.
In 1729 installeerde Franz Lager een nog steeds werkende mechanische klok op de middelste verdieping.
Sinds 1739 is de top van de uienkoepel bekroond met een verguld Immaculatabeeld op een halve maan en is het dak daarvoor bekroond met de maan en een ster. Het beeldhouwwerk met aan twee kanten een gezicht symboliseert het geloof en de hoop dat de Maagd Maria de stad beschermt en bewaakt tegen onheil.
Het uitzichtplatform ligt ongeveer halverwege de toren op 29 meter hoogte en is via 143 traptreden te bereiken. Op de verdieping zijn ook uurwerken te vinden. Aan de zuidwestzijde bevindt zich een zonnewijzer.
Tijdens de barok werd een toilet met houten zitting en deksel ingebouwd in een van de muren.
In de nis boven de hoofdingang op de begane grond zijn in cirkelvormig reliëf een symbool van Christus uit 1544 en de Latijnse zin "Nisi dominus custodierit civitatem, frustra vigilat, qui custodit eam" te vinden. (Nederlands;"Zo de Heere de stad niet bewaart, tevergeefs waakt de wachter", een bijbeltekst uit Psalm 127).
In 1818 werd een nieuwe ingang in de toren op de begane grond gebouwd.
De toren werd in 1938-1941 gereconstrueerd, daarna tussen 1997-1998 gerestaureerd en in haar originele staat uit de renaissance in 2004 teruggebracht.
Tegenover de stadsklokkentoren op het Drievuldigheidsplein is een pestzuil te vinden en de naastgelegen barokke Heilige Drievuldigheidskerk, waaraan het plein zijn naam dankt.

## Afbeeldingen

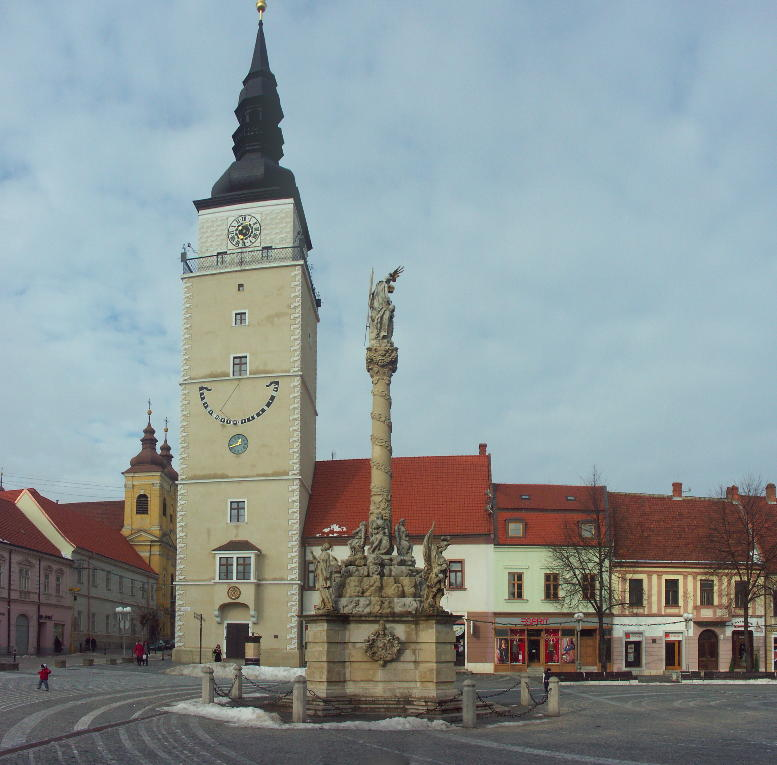
De stadsklokkentoren en de voorliggende mariazuil
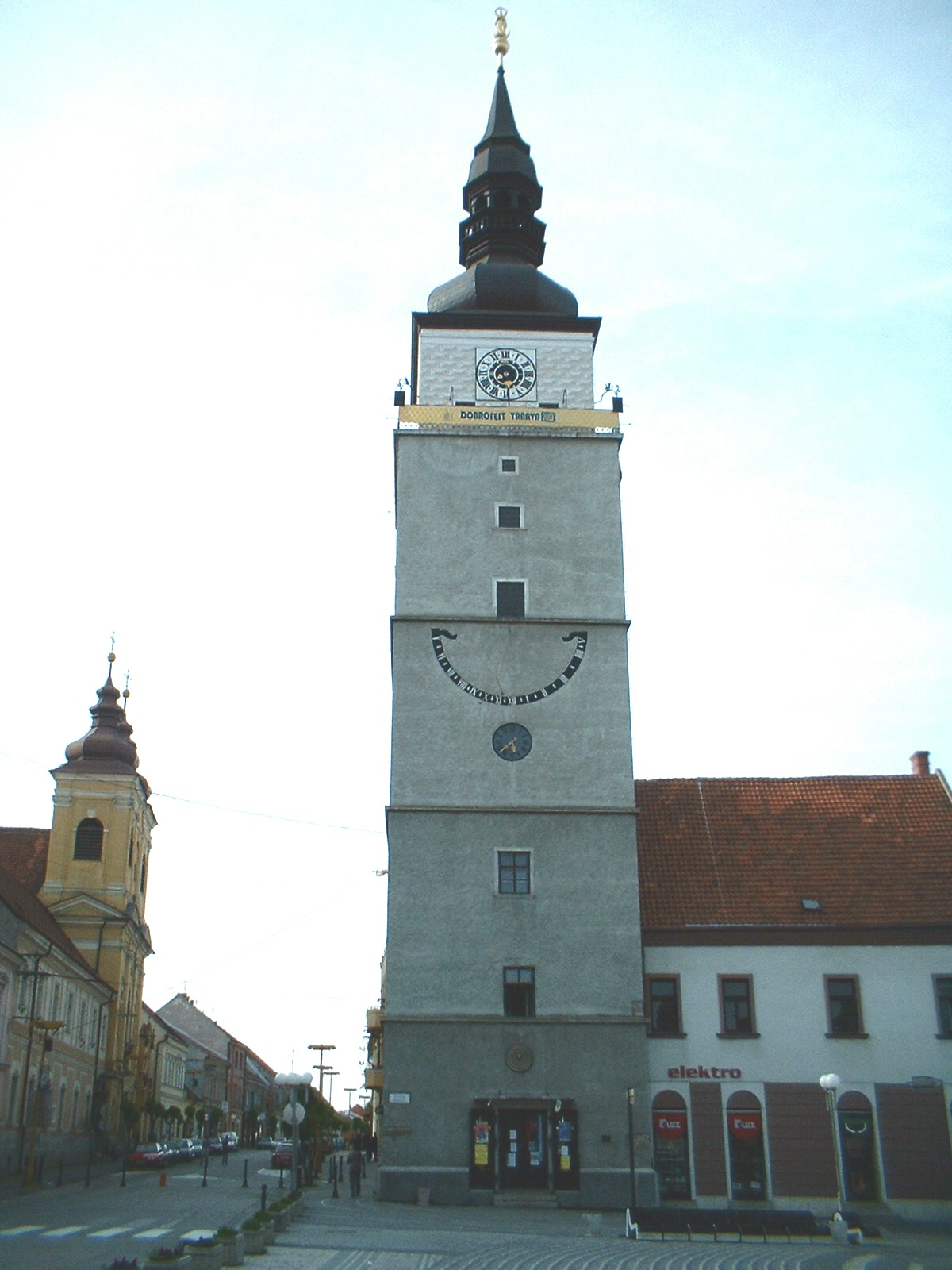
De stadsklokkentoren en de naast gelegen barokke Drievuldigheidskerk voor de restauratie van de toren in 2004
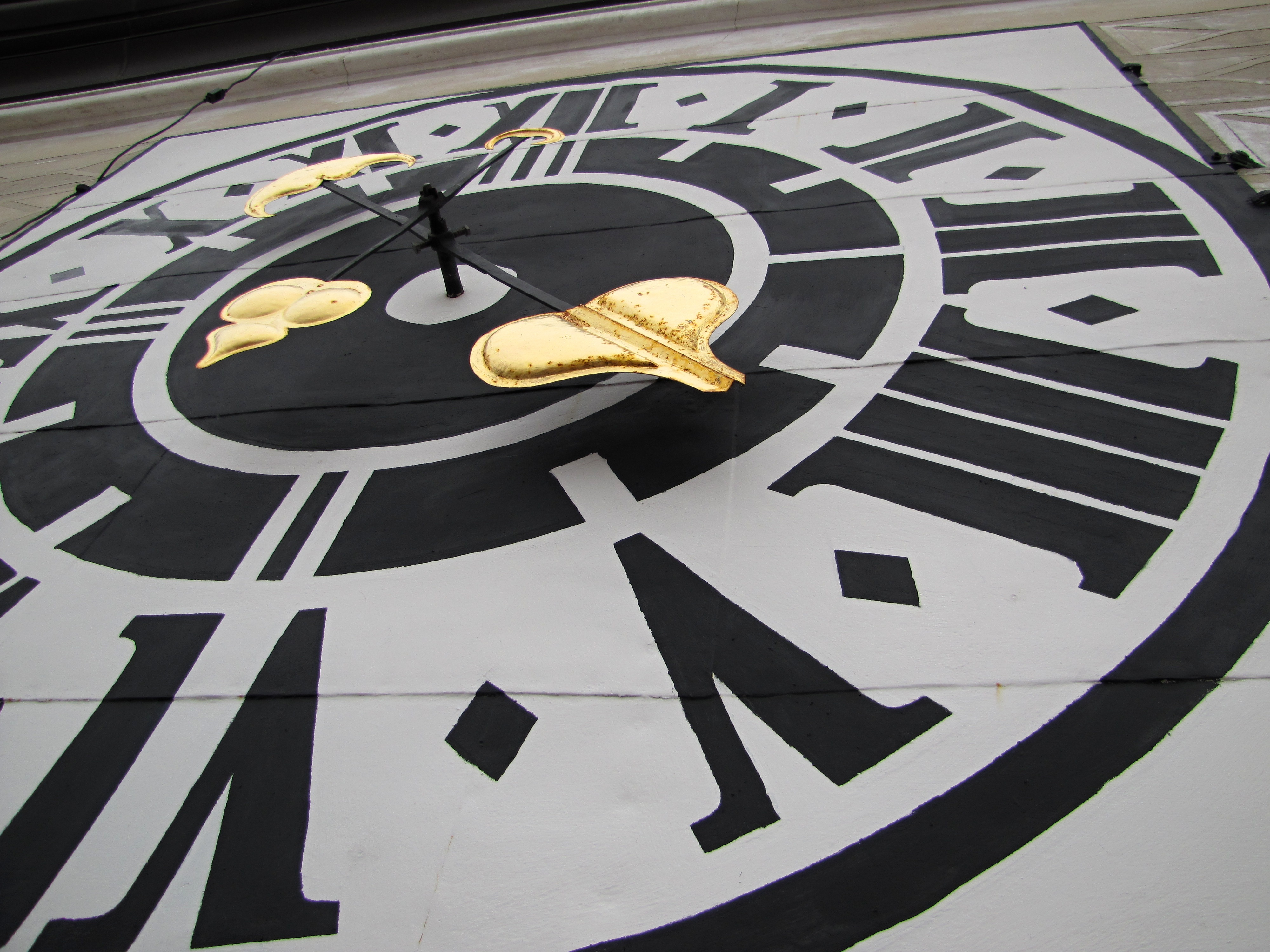
Detail van het uurwerk op de vijfde verdiepen van de stadsklokkentoren
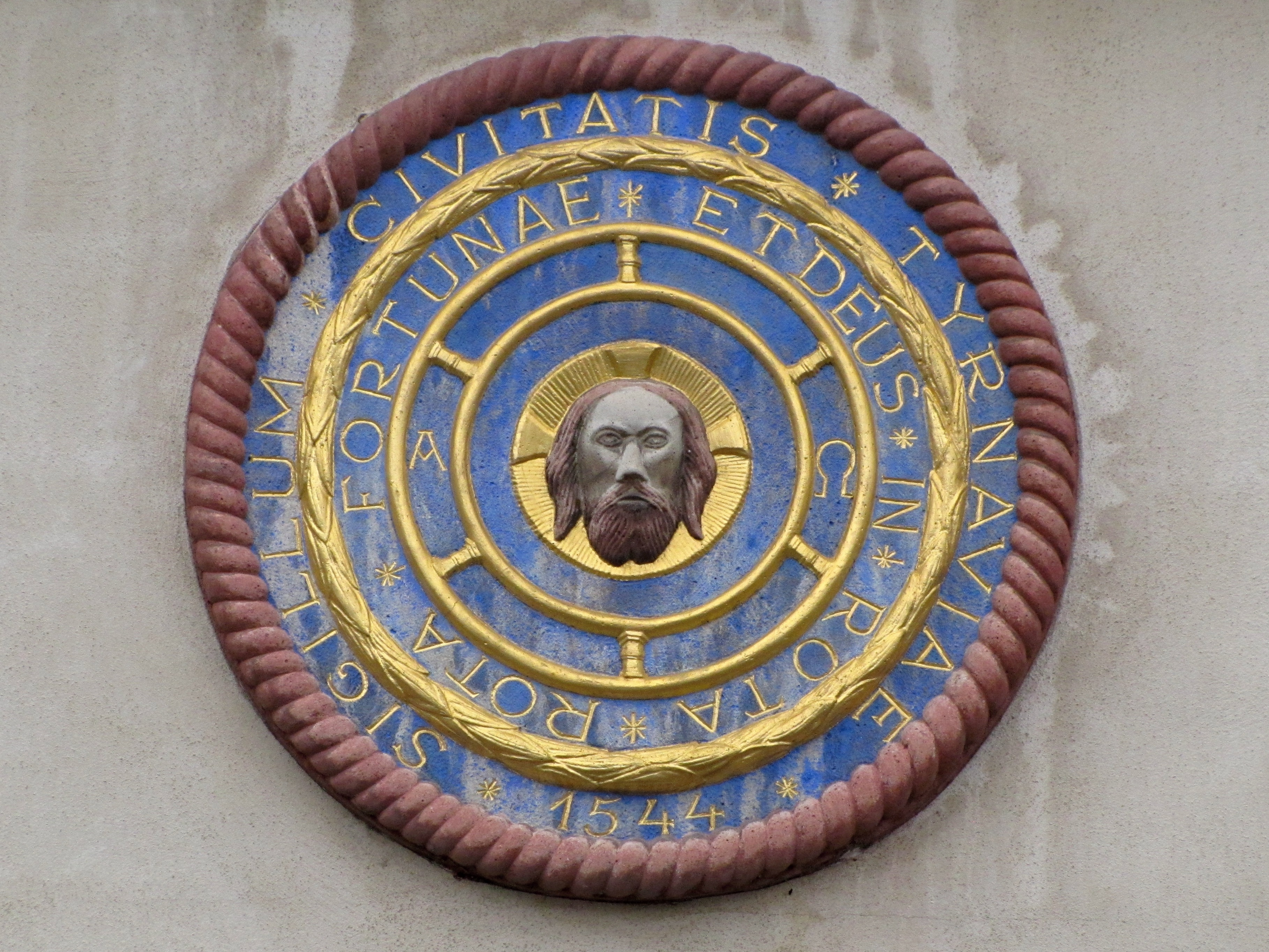
Het reliëf van Christus uit 1544 boven de hoofdingang van de toren